# Gran Premio de Denain 2023
La 64.ª edición de la clásica ciclista Gran Premio de Denain fue una carrera en Francia que se celebró el 16 de marzo de 2023 sobre un recorrido de 194,7 kilómetros con inicio y final en la ciudad de Denain.
La carrera formó parte del UCI ProSeries 2023, dentro de la categoría 1.Pro, y fue ganada por el colombiano Juan Sebastián Molano del UAE Team Emirates. Completaron el podio, como segundo y tercer clasificado respectivamente, el neerlandés Tim van Dijke del Jumbo-Visma y el belga Timo Kielich del Alpecin-Deceuninck.

## Equipos participantes
Tomaron parte en la carrera 19 equipos: 9 de categoría UCI WorldTeam, 7 de categoría UCI ProTeam y 3 de categoría Continental. Formaron así un pelotón de 129 ciclistas de los que acabaron 87. Los equipos participantes fueron:
| WorldTeams (9)- AG2R Citroën Team - Alpecin-Deceuninck - Cofidis - Groupama-FDJ - Intermarché-Circus-Wanty - Jumbo-Visma - Arkéa-Samsic - Trek-Segafredo - UAE Team Emirates ProTeams (7)- Bingoal WB - Human Powered Health - Lotto Dstny - Q36.5 Pro Cycling Team - Team Corratec - Team Flanders-Baloise - TotalEnergies Equipos continentales (3)- CIC U Nantes Atlantique - Saint Michel-Mavic-Auber 93 - Go Sport-Roubaix Lille Métropole |
| |

## Clasificación final
- La clasificación finalizó de la siguiente forma:[3]

| \| Clasificación general \| Clasificación general \| Clasificación general \| Clasificación general \| Clasificación general \| \| Ciclista \| Ciclista \| Equipo \| Tiempo \| \| \| --------------------- \| --------------------- \| --------------------------- \| --------------------- \| --------------------- \| \| 1.º \| Juan Sebastián Molano \| UAE Team Emirates \| 4 h 37 min 54 s \| \| \| 2.º \| Tim Van Dijke \| Jumbo-Visma \| + 0 s \| \| \| 3.º \| Timo Kielich \| Alpecin-Deceuninck \| + 0 s \| \| \| 4.º \| Edvald Boasson Hagen \| TotalEnergies \| + 0 s \| \| \| 5.º \| Mikkel Bjerg \| UAE Team Emirates \| + 5 s \| \| \| 6.º \| Samuel Watson \| Groupama-FDJ \| + 9 s \| \| \| 7.º \| Milan Menten \| Lotto Dstny \| + 12 s \| \| \| 8.º \| Taco van der Hoorn \| Intermarché-Circus-Wanty \| + 14 s \| \| \| 9.º \| Thomas Gachignard \| Saint Michel-Mavic-Auber 93 \| + 17 s \| \| \| 10.º \| Paul Lapeira \| AG2R Citroën Team \| + 17 s \| \| |                       |                             |                 |
| |                       |                             |                 |
| Fuente: ProCyclingStats |                       |                             |                 |
| Clasificación general |                       |                             |                 |
| Ciclista | Ciclista              | Equipo                      | Tiempo          |
| 1.º | Juan Sebastián Molano | UAE Team Emirates           | 4 h 37 min 54 s |
| 2.º | Tim Van Dijke         | Jumbo-Visma                 | + 0 s           |
| 3.º | Timo Kielich          | Alpecin-Deceuninck          | + 0 s           |
| 4.º | Edvald Boasson Hagen  | TotalEnergies               | + 0 s           |
| 5.º | Mikkel Bjerg          | UAE Team Emirates           | + 5 s           |
| 6.º | Samuel Watson         | Groupama-FDJ                | + 9 s           |
| 7.º | Milan Menten          | Lotto Dstny                 | + 12 s          |
| 8.º | Taco van der Hoorn    | Intermarché-Circus-Wanty    | + 14 s          |
| 9.º | Thomas Gachignard     | Saint Michel-Mavic-Auber 93 | + 17 s          |
| 10.º | Paul Lapeira          | AG2R Citroën Team           | + 17 s          |

## Ciclistas participantes y posiciones finales
Convenciones:
- AB-N: Abandono en la etapa "N"
- FLT-N: Retiro por llegada fuera del límite de tiempo en la etapa "N"
- NTS-N: No tomó la salida para la etapa "N"
- DES-N: Descalificado o expulsado en la etapa "N"

## UCI World Ranking
El Gran Premio de Denain otorgó puntos para el UCI World Ranking para corredores de los equipos en las categorías UCI WorldTeam, UCI ProTeam y Continental. Las siguientes tablas son el baremo de puntuación y los diez corredores que obtuvieron más puntos:
| Posición              | 1.º | 2.º | 3.º | 4.º | 5.º | 6.º | 7.º | 8.º | 9.º | 10.º | 11.º | 12.º | 13.º | 14.º | 15.º | 16.º-30.º | 31.º-40.º |
| Clasificación general | 200 | 150 | 125 | 100 | 85  | 70  | 60  | 50  | 40  | 35   | 30   | 25   | 20   | 15   | 10   | 5         | 3         |

| Clasificación |                       |                            |         |
| Posición      | Ciclista              | Equipo                     | General |
| ------------- | --------------------- | -------------------------- | ------- |
| 1.º           | Juan Sebastián Molano | UAE Emirates               | 200     |
| 2.º           | Tim van Dijke         | Jumbo-Visma                | 150     |
| 3.º           | Tikmo Kielich         | Alpecin-Deceuninck         | 125     |
| 4.º           | Edvald Boasson Hagen  | TotalEnergies              | 100     |
| 5.º           | Mikkel Bjerg          | UAE Emirates               | 85      |
| 6.º           | Samuel Watson         | Groupama-FDJ               | 70      |
| 7.º           | Milan Menten          | Lotto Dstny                | 60      |
| 8.º           | Taco van der Hoorn    | Intermarché-Circus-Wanty   | 50      |
| 9.º           | Thomas Gachignard     | Saint Michel-Mavic-Auber93 | 40      |
| 10.º          | Paul Lapeira          | AG2R Citroën               | 35      |